# Ruído (comunicação)
Na comunicação, ruído se denomina todo sinal indesejado que está justaposto a um sinal útil, ou seja, é o resultado de vários tipos de perturbações que tendem a atrapalhar uma informação quando ele é apresentado numa frequência considerável dentro da amplitude de todos os sinais. O ruído pode ser proveniente de várias causas, por exemplo, eletrônicos ou interferência de sinais externos.